# Patient & Haut
Die Zeitschrift Patient & Haut ist ein Magazin der Leverkusener GFMK Verlagsgesellschaft. Sie erscheint zweimal im Jahr.
Patient & Haut ist ein Magazin für Patienten mit Neurodermitis, Psoriasis, Akne, Entzündungen und anderen Hauterkrankungen. Berichte aus Klinik, Wissenschaft und Forschung sowie über ein besseres Leben mit der Erkrankung bieten den Betroffenen Orientierung im Umgang mit ihrer Krankheit.
Eine Kinderrubrik verschafft Eltern einen Überblick über neue Therapieoptionen für Kinder und Jugendliche. News, Berichte aus den Selbsthilfegruppen, praktische Tipps für den Alltag der Betroffenen, Terminankündigungen, Kontaktadressen von spezialisierten Beratungsstellen und Selbsthilfeorganisationen oder Möglichkeiten der Kostenerstattungen runden das Informationsangebot ab.